# Saurer 6DM
Der Saurer 6DM ist ein zweiachsiger allradgetriebener Lastwagen mit einer Nutzlast von 6 Tonnen der Adolph Saurer AG aus der Schweiz, der ab 1983 in einer Stückzahl von mindestens 800 Einheiten gebaut wurde. Ein ähnliches Modell mit drei Achsen und grösserer Nutzlast ist der Saurer 10DM.

## Technik
Der 6DM ist ein Lastwagen mit Leiterrahmen und zwei angetriebenen Starrachsen. Die Achsbrücken sind als Banjoachsen (mit herausnehmbarem Differentialgetriebe) aus Gusseisen mit Kugelgraphit (Sphäroguss) konstruiert und an Halbelliptikblattfedern und Gummihohlfedern aufgehängt, die Hinterachse mit Zusatzfedern. Sowohl Hinter- als auch Vorderachse haben hydraulische Teleskopstossdämpfer. Alle Räder sind permanent angetrieben, die Antriebskraft wird von einem sperrbaren Verteilergetriebe des Typs ZF A 800/3D auf die Achsen übertragen, dabei werden 77 % des Drehmoments an die Hinter- und 23 % des Drehmoments an die Vorderachse übertragen. Das Vorderachsdifferential ist nicht sperrbar, das Hinterachsdifferential kann gesperrt werden. Die vier Räder sind einfachbereift mit Reifen der Grösse 14 R20-18PR. Gebremst wird mit einer Zweikreisbremsanlage, die pneumatisch auf Simplex-Bremsen mit automatischen Gestängestellern wirkt. Sie ist lastabhängig geregelt. Die Feststellbremse ist eine Federspeicherbremse, die auf die Hinterräder wirkt.
Das Getriebe ist ein halbautomatisches Planetengetriebe des Typs FBW PG 10, das elektropneumatisch geschaltet wird. Es hat fünf Gänge mit einer angeflanschten Vorschaltgruppe, insgesamt stehen somit zehn Vorwärtsgänge und zwei Rückwärtsgänge zur Verfügung. Am Getriebe ist ein pneumatisch betätigtes Getriebe für Nebenantriebe des Typs ZF N70/1C angeflanscht. Vom Motor wird das Drehmoment über einen Drehmomentwandler mit automatischer Überbrückungskupplung des Typs ZF WSK 400 auf das Getriebe übertragen. Der Wandler hat einen pneumatisch gesteuerten abstufbaren Retarder.
Als Motor wird der Saurer D4 KT-M eingesetzt, ein Reihensechszylinder-Viertakt-Vierventil-Dieselmotor mit Direkteinspritzung, seitlicher Nockenwelle und Abgasturbolader. Er ist flüssigkeitsgekühlt. Bei einer Zylinderbohrung von 130 mm und einem Kolbenhub von 150 mm hat der Motor einen Gesamthubraum von 11,95 dm³. Er leistet 184 kW bei 2200/min und liefert ein maximales Drehmoment von 1060 N·m bei 1150/min.
Einige Fahrzeuge sind mit einer Rotzler-Seilwinde ausgerüstet.

## Technische Daten

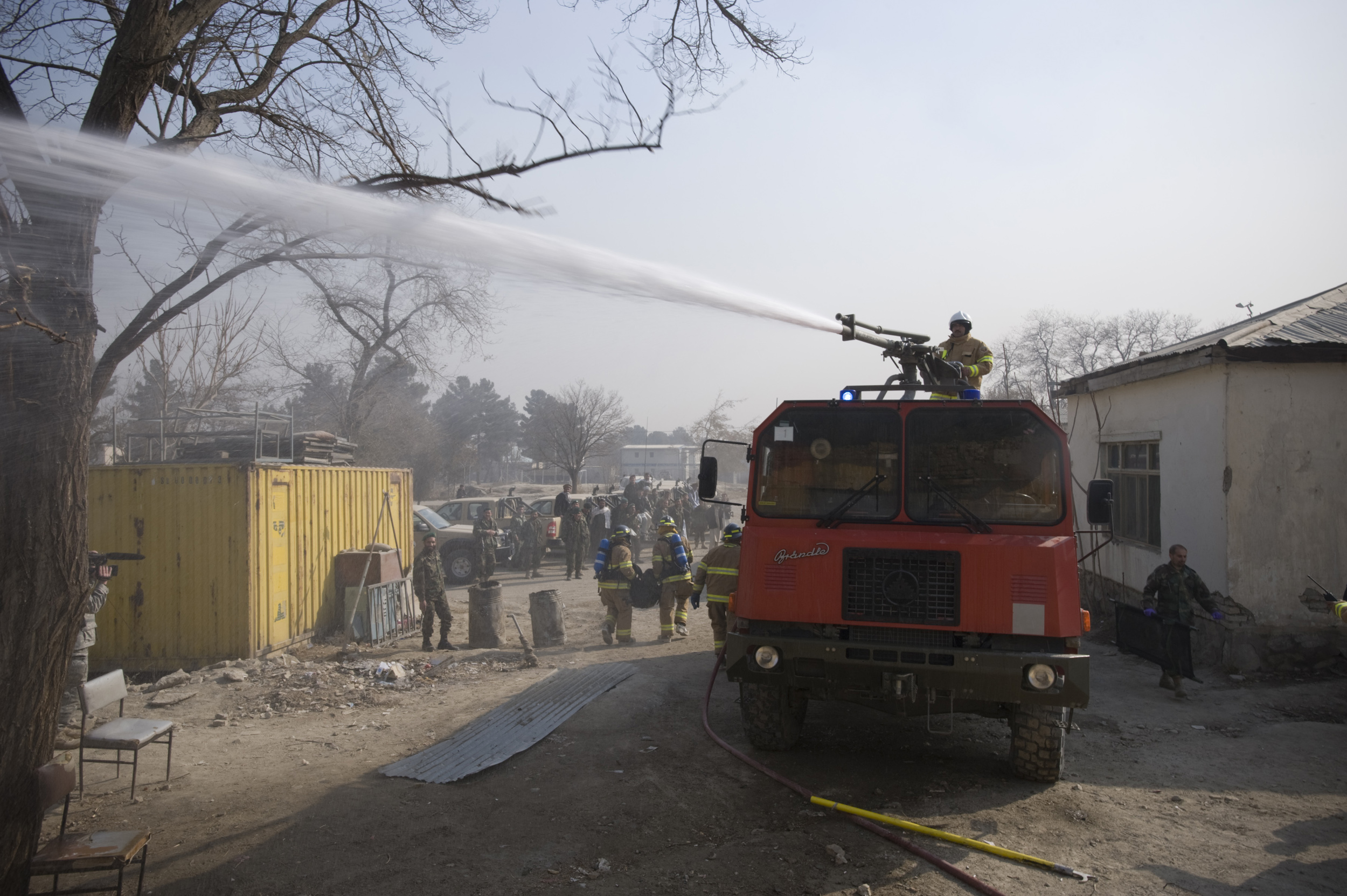
Löschwagen 6DM Brändle ex Schweizer Luftwaffe in Afghanistan

| Kenngrössen                          | Saurer 6DM                                                                                          |
| Abmessungen, Gewichte und Füllmengen | Abmessungen, Gewichte und Füllmengen                                                                |
| ------------------------------------ | --------------------------------------------------------------------------------------------------- |
| Länge                                | 7705 mm                                                                                             |
| Breite                               | 2500 mm                                                                                             |
| Höhe                                 | 3170 mm                                                                                             |
| Radstand                             | 4350 mm                                                                                             |
| Wendekreisdurchmesser                | 17'200 mm                                                                                           |
| Leergewicht                          | 10'000 kg                                                                                           |
| Maximal zulässige Gesamtmasse        | 16'000 kg                                                                                           |
| Maximale Zuladung                    | 6'000 kg                                                                                            |
| Maximal zulässige Anhängelast        | 20'000 kg                                                                                           |
| Füllmenge der Kraftstoffbehälter     | 360 l oder 300 l (bei Modell mit Seilspill)                                                         |
| Kraftübertragung                     | |
| Kraftübertragung auf                 | alle Räder                                                                                          |
| Reifengrösse                         | 14 R20-18PR                                                                                         |
| Drehmomentwandler                    | ZF WSK 400                                                                                          |
| Getriebe                             | FBW PG 10, halbautomatisches Planetengetriebe 2 × 5 Vorwärtsgänge 2 Rückwärtsgänge                  |
| Verteilergetriebe                    | ZF A 800/3D                                                                                         |
| Sperrbare Achse                      | Hinterachse                                                                                         |
| Höchstgeschwindigkeit                | 80 km/h                                                                                             |
| Motor                                | |
| Motorbezeichnung                     | Saurer D4 KT-M                                                                                      |
| Motortyp                             | Sechszylinder-Viertakt-Reihendieselmotor mit Turbolader                                             |
| Kühlung                              | Flüssigkeit                                                                                         |
| Gemischaufbereitung                  | Direkteinspritzung                                                                                  |
| Verdichtungsverhältnis               | 16 : 1                                                                                              |
| Bohrung × Hub                        | 130 × 150 mm                                                                                        |
| Hubraum                              | 11,95 dm³                                                                                           |
| Nennleistung                         | 184 kW bei 2200 min−1                                                                               |
| Maximales Drehmoment                 | 1060 N·m bei 1150 min−1                                                                             |
| Ventilsteuerung                      | Stirnradgetriebene seitliche Nockenwelle, Ventilbetätigung über Stössel, Stossstangen und Kipphebel |
| Elektrische Anlage                   | |
| Batterie                             | 2 × Bleisäureakkumulator, 12 V, 143 Ah                                                              |
| Seilwinde                            | |
| Typ                                  | Rotzlerwinde TR 80, 98 kN Zugkraft, Seildurchmesser 16 mm, Seillänge 60 m                           |